# 绸缎藤
绸缎藤（学名：Bauhinia hypochrysa）为豆科羊蹄甲属的植物，是中国的特有植物。分布在中国大陆的广西等地，见于石灰岩山地林中，目前尚未由人工引种栽培。

## 别名
绸缎木（广西）